# Томашевка (Крым)
Томашевка (укр. Томашівка, крымскотат. Tomaşevka) — село в Джанкойском районе Крыма (согласно административно-территориальному делению Украины — в Целинном сельском совете Автономной Республики Крым, согласно административно-территориальному делению России — в Целинном сельском поселении Республики Крым).

## Население
| 2001 | 2014 |
| ---- | ---- |
| 293  | ↘172 |

Всеукраинская перепись 2001 года показала следующее распределение по носителям языка
| Язык             | Процент |
| ---------------- | ------- |
| русский          | 76.11   |
| крымскотатарский | 18.77   |
| украинский       | 4.44    |
| другие           | 0.34    |

### Динамика численности
| - 1900 год — 66 чел. - 1915 год — 65/24 чел. - 1926 год — 120 чел. - 1989 год — 284 чел. | - 2001 год — 293 чел. - 2009 год — 248 чел. - 2014 год — 172 чел. |

2024 г население 98 чел

## Современное состояние
На 2017 год в Томашевке числится 5 улиц; на 2009 год, по данным сельсовета, село занимало площадь 108 гектаров на которой, в 79 дворах, проживало 248 человек. В селе действуют сельский клуб, библиотека, село связано автобусным сообщением с райцентром и соседними населёнными пунктами.
Сельского клуба по состоянию на 2024 год отсутствует

## География
Томашевка — село на северо-западе (самое западное село района), в степном Крыму, на берегу Айгульского озера (системы Сиваша), у границы с Красноперекопским районом, высота центра села над уровнем моря — 7 м. Ближайшие сёла: Целинное — в 5,5 километра на юго-восток и Богачёвка Красноперекопского района — в 5 км на юг. Расстояние до райцентра — около 44 километров (по шоссе) на северо-запад, ближайшая железнодорожная станция — Пахаревка (на линии Джанкой — Армянск) — примерно в 19 километрах. Транспортное сообщение осуществляется по региональной автодороге 35Н-183 Томашевка — Ермаково (по украинской классификации — С-0-10459).

## История
Впервые в исторических документах селение встречается в «…Памятной книжке Таврической губернии на 1900 год», согласно которой в Воинской волости Перекопского уезда чилилась деревня Асс-Найман, она же Тимошовка, с 66 жителями в 10 дворах. По Статистическому справочнику Таврической губернии. Ч.II-я. Статистический очерк, выпуск пятый Перекопский уезд, 1915 год, в деревне Тимошевка (Асс-Найман) Воинской волости Перекопского уезда числилось 11 дворов со смешанным населением в количестве 65 человек приписных жителей и 24 «посторонних».
После установления в Крыму Советской власти, по постановлению Крымревкома от 8 января 1921 года № 206 «Об изменении административных границ» была упразднена волостная система и в составе Джанкойского уезда (преобразованного из Перекопского) был создан Джанкойский район. В 1922 году уезды преобразовали в округа. 11 октября 1923 года, согласно постановлению ВЦИК, в административное деление Крымской АССР были внесены изменения, в результате которых округа были ликвидированы, основной административной единицей стал Джанкойский район и село включили в его состав. Согласно Списку населённых пунктов Крымской АССР по Всесоюзной переписи 17 декабря 1926 года, в селе Тимошевка, Асс-Найманского сельсовета Джанкойского района, числилось 27 дворов, все крестьянские, население составляло 120 человек, из них 105 немцев, 6 русских, 4 украинца, действовала немецкая школа. Томашевка также отмечена на двухкилометровке РККА 1942 года. На подробной карте РККА северного Крыма 1941 года в Томашевке (она же отделение совхоза «Кирк-Ишунь») отмечено 20 дворов. Вскоре после начала Великой Отечественной войны, 18 августа 1941 года крымские немцы были выселены, сначала в Ставропольский край, а затем в Сибирь и северный Казахстан.
Во время Великой Отечественной войны, в октябре 1941 года, при отступлении 9-го стрелкового корпуса на Керченский полуостров близ села погибли два красноармейца из 157-й стрелковой дивизии. Павшие были похоронены местными жителями на сельском кладбище.
В ноябре 1943 года, при проведении Мелитопольской операции, район Томашевки был основным местом сосредоточения советских войск, переправившихся через Сиваш. С этого плацдарма 8—10 апреля 1944 года силами 63-го стрелкового корпуса и 19-го танкового корпуса был нанесён основной удар в направлении Джанкой — Симферополь. В ходе этих боёв в окрестностях села погиб 151 воин. В числе павших два Героя Советского Союза: Калинин Владимир Павлович и Павлов Антон Гаврилович, совершивших подвиги в этих боях. Погибших похоронили на сельском кладбище в братской могиле, на которой в 1944 году был сооружён памятник. В мае 1984 года произвели перезахоронение в центр села, на братской могиле установлен новый памятник в виде стелы неправильной формы (автор неизвестен). Постановлением Совета министров Республики Крым № 627 от 20 декабря 2016 года памятник отнесён к категории объектов культурно-исторического наследия России регионального значения.
В 1944 году, после освобождения Крыма от нацистов, 12 августа 1944 года было принято постановление № ГОКО-6372с «О переселении колхозников в районы Крыма» и в сентябре 1944 года в район приехали первые новоселы (27 семей) из Каменец-Подольской и Киевской областей, а в начале 1950-х годов последовала вторая волна переселенцев из различных областей Украины. С 25 июня 1946 года Томашевка в составе Крымской области РСФСР, а 26 апреля 1954 года Крымская область была передана из состава РСФСР в состав УССР. Время включения в Целинный сельсовет пока не установлено: на 15 июня 1960 года село уже числилось в его составе. По данным переписи 1989 года в селе проживало 284 человека. С 12 февраля 1991 года село в восстановленной Крымской АССР, 26 февраля 1992 года переименованной в Автономную Республику Крым.